# Oncidium cultratum
Oncidium cultratum är en orkidéart som beskrevs av John Lindley. Oncidium cultratum ingår i släktet Oncidium och familjen orkidéer. Inga underarter finns listade i Catalogue of Life.